# La Gripperie-Saint-Symphorien
La Gripperie-Saint-Symphorien – miejscowość i gmina we Francji, w regionie Nowa Akwitania, w departamencie Charente-Maritime.
Według danych na rok 1990 gminę zamieszkiwały 402 osoby, a gęstość zaludnienia wynosiła 22 osób/km² (wśród 1467 gmin regionu Poitou-Charentes La Gripperie-Saint-Symphorien plasuje się na 625. miejscu pod względem liczby ludności, natomiast pod względem powierzchni na miejscu 462.).